# Millennium (serie)
Millennium è una serie di romanzi polizieschi dello scrittore e giornalista svedese Stieg Larsson. Sono stati tutti pubblicati postumi e sono apparsi per la prima volta in Svezia tra il 2005 e il 2007 presso l'editore Norstedts Förlag. In Italia sono stati pubblicati per la prima volta dall'editore Marsilio nel 2007.
I romanzi della serie sono:
- Uomini che odiano le donne (Män som hatar kvinnor, 2005)
- La ragazza che giocava con il fuoco (Flickan som lekte med elden, 2006)
- La regina dei castelli di carta (Luftslottet som sprängdes, 2007).

Più tardi il giornalista e scrittore svedese David Lagercrantz ha scritto altri tre romanzi riprendendo gli stessi personaggi della trilogia originale:
- Quello che non uccide (Det som inte dödar oss, 2015)
- L'uomo che inseguiva la sua ombra (Mannen som sökte sin skugga, 2017)
- La ragazza che doveva morire (Hon som måste dö, 2019).

Nel 2021 la svedese Karin Smirnoff  si è impegnata a continuare la serie con altri tre titoli, di cui due fin'ora pubblicati: 
- Il grido dell'aquila (Havsörnens skrik, 2023)
- Gli occhi della lince (Lokattens klor, 2024)

I primi tre romanzi sono stati tradotti e pubblicati in oltre trenta Paesi e in Europa hanno venduto oltre 8 milioni di copie fino al 2008, di cui 2,7 milioni nella sola Svezia, più di un quarto degli abitanti del paese scandinavo, e 1,5 milioni nella sola Francia, primo paese a pubblicare la trilogia presso l'editore Actes Sud. Fino al 2021, la sola trilogia di Larsson ha venduto 100 milioni di copie in tutto il mondo ed è stata tradotta in oltre 40 lingue.

## Produzione
Nelle intenzioni di Stieg Larsson la sua trilogia era solo l'inizio di una serie più corposa di ben dieci romanzi. La sua morte improvvisa ha però inizialmente stroncato ogni possibile seguito anche se Eva Gabrielsson, la compagna di Larsson, ha trovato 200 pagine di un potenziale seguito negli archivi di Larsson. Tutta la vicenda dell'eredità di Larsson, quindi anche quella di questo possibile seguito, è finita in tribunale dove la Gabrielsson da una parte e il padre e il fratello di Larsson dall'altra non hanno trovato accordi. 
Nel dicembre 2013, la Norstedts Förlag, ha annunciato la realizzazione di un quarto capitolo della saga scritto da David Lagercrantz: la storia non è basata sugli appunti di Larsson, ma è totalmente inedita. Il quarto episodio è quindi uscito il 28 agosto 2015, intitolato Quello che non uccide (in originale Det som inte dödar oss).
Nel settembre 2017 e nell'agosto 2019 escono, rispettivamente, L'uomo che inseguiva la sua ombra e La ragazza che doveva morire, quinto e sesto capitolo della saga scritti come il precedente da David Lagercrantz.

## Trama
Le vicende narrate nei romanzi della serie vertono principalmente intorno alle inchieste direttamente o indirettamente svolte dai redattori e dai collaboratori della rivista Millennium, un mensile specializzato in inchieste su grandi scandali sociali ed economici internazionali, ed intorno alle vicende di Lisbeth Salander.

### Uomini che odiano le donne
Nel primo romanzo della serie Mikael Blomkvist è reduce da un processo che lo ha visto colpevole e inerme alle accuse di diffamazione a mezzo stampa. Anche per salvare le sorti di Millennium Blomkvist decide di accettare un incarico che lo porterà lontano da Stoccolma per indagare su un omicidio vecchio di trent'anni, ancora insoluto. Per le sue ricerche si avvarrà dell'aiuto di Lisbeth Salander, una giovane ed eccentrica ricercatrice esperta di pirateria informatica. Le indagini svolte dai due porteranno ad un epilogo terribile e inaspettato.

### La ragazza che giocava con il fuoco
Il secondo romanzo verte principalmente intorno al personaggio di Lisbeth Salander. Dopo l'affare Wennerström, Lisbeth si prende un anno sabbatico in giro per il mondo e, a poche settimane dal suo rientro in Svezia, è sospettata e ricercata per triplice omicidio. Tre indagini parallele hanno inizio: una della polizia, sicura della colpevolezza di Lisbeth Salander, una di Mikael Blomkvist, sicuro dell'innocenza di Sally e un'indagine condotta da Dragan Armanskij che mette i suoi uomini al servizio degli investigatori della polizia. Il passato di Lisbeth Salander sarà la chiave per risolvere l'enigma dei delitti.

### La regina dei castelli di carta
Nel terzo romanzo, la giovane hacker Lisbeth Salander è di nuovo immobilizzata in un letto d'ospedale, anche se questa volta non sono le cinghie di cuoio a trattenerla, ma una pallottola in testa. È diventata una minaccia: se qualcuno scava nella sua vita e ascolta quello che ha da dire, potenti organismi segreti crolleranno come castelli di carta. Deve sparire per sempre, meglio se rinchiusa in un manicomio. La cospirazione di cui si trova suo malgrado al centro, iniziata quando aveva solo dodici anni, continua. Intanto il giornalista Mikael Blomkvist è riuscito ad avvicinarsi alla verità sul terribile passato di Lisbeth ed è deciso a pubblicare su Millennium un articolo di denuncia che farà tremare i servizi di sicurezza, il governo e l'intero paese. Non ci saranno compromessi.

### Quello che non uccide
In questo quarto episodio l’autore immagina dettagli sul passato di Lisbeth e sulla sorella gemella Camilla. Il tutto mentre lei e Mikael Blomkvist, il cui giornale naviga in cattive acque, cercano di scoprire perché Frans Balder, uno scienziato informatico tra i migliori al mondo nel campo dell'intelligenza artificiale, sia stato assassinato. Lisbeth dovrà inoltre cercare di salvare August, il figlio di Balder, un savant con una memoria fotografica in grado di creare disegni eccellenti.

### L'uomo che inseguiva la sua ombra
Nel quinto romanzo Lisbeth si ritrova rinchiusa all'interno di un carcere di massima sicurezza a seguito degli eventi del precedente episodio mentre Mikael e il suo giornale si godono gli onori della scoperta dell'intrigo criminale internazionale sventato dalla ragazza. Dal carcere Lisbeth riesce ad entrare in possesso di informazioni che potrebbero chiarire ulteriormente il suo turbolento passato, inizierà quindi ad indagare con l'aiuto di Mikael.

### La ragazza che doveva morire
Lisbeth Salander ha fatto perdere le proprie tracce dopo aver svuotato il suo appartamento a Stoccolma. Neppure Mikael Blomkvist, occupato su una inchiesta sul crollo delle borse che verrà pubblicata sul prossimo numero di Millennium, sa dove si trovi, nonostante abbia bisogno del suo aiuto. Il giornalista sta infatti cercando di scoprire l'identità di un senzatetto ritrovato morto nel parco di Tantolunden col suo numero di telefono in tasca. Mikael cerca quindi di scoprire il motivo per cui il barbone voleva mettersi in contatto con lui e perché farneticava di Johannes Forsell, attuale ministro della difesa. Nel frattempo Lisbeth è impegnata a ritrovare sua sorella gemella Camilla, decisa a regolare i conti una volta per tutte.

## Libri
- Stieg Larsson, Uomini che odiano le donne, Venezia, Marsilio, 2007, ISBN 88-317-9332-2.
- Stieg Larsson, La ragazza che giocava con il fuoco, Venezia, Marsilio, 2008, ISBN 88-317-9498-1.
- Stieg Larsson, La regina dei castelli di carta, Venezia, Marsilio, 2009, ISBN 978-88-317-9677-4.
- David Lagercrantz, Quello che non uccide, traduzione di Laura Cangemi e Katia De Marco, Venezia, Marsilio, 2015, ISBN 978-88-317-2199-8.
- David Lagercrantz, L'uomo che inseguiva la sua ombra, traduzione di Laura Cangemi e Katia De Marco, Venezia, Marsilio, 2017, ISBN 978-88-317-2780-8.
- David Lagercrantz, La ragazza che doveva morire, traduzione di Laura Cangemi, Venezia, Marsilio, 2019, ISBN 978-88-297-0177-3.
- Karin Smirnoff, Il grido dell'aquila, traduzione di Laura Cangemi, Venezia, Marsilio, 2023, ISBN 978-88-297-1843-6.
- Karin Smirnoff, Gli occhi della lince [Lokattens klor], traduzione di Laura Cangemi e Katia De Marco, Venezia, Marsilio, 2024  [2024], ISBN 978-8829718443.

## Personaggi

### Mikael Blomkvist
Mikael Blomkvist è un giornalista quarantacinquenne di discreto successo, grazie ad alcune inchieste da lui redatte ed apparse su Millennium, la rivista di cui è proprietario insieme ad Erika Berger. In alcune di queste inchieste economiche, Mikael rivelerà raggiri perpetrati da grandi gruppi economici e finanziari svedesi, tra i quali il caso Wennerström. Questo scandalo porterà Millennium sull'orlo del fallimento quando Mikael sarà accusato e condannato per diffamazione.

### Lisbeth Salander
Lisbeth Salander è il secondo personaggio principale della trilogia Millennium. È nata nel 1978 e nel 2003 ha 25 anni quando aiuta Michael Blomkvist nell'indagine che porterà alla soluzione del caso Harriet Vanger. Nella finzione creata da Larsson è una donna dal carattere complesso, introverso e decisamente asociale. Ha un fumoso passato costellato di violenze, ricoveri e perizie psichiatriche, tanto che a diciotto anni viene riconosciuta incapace di badare a stessa e affidata a un tutore. Nonostante ciò svolge saltuariamente incarichi di ricerca su aziende o persone per la Milton Security ed è considerata tra le migliori collaboratrici di Dragan Armanskij, direttore dell'agenzia, che affida a Lisbeth le ricerche più spinose. Ha una gemella di nome Camilla che viene descritta completamente diversa da lei, sia caratterialmente che fisicamente. Lisbeth la considera molto bella, nonostante le due non si possano vedere.

### Altri personaggi
- Erika Berger: giornalista, caporedattore di Millennium, sposata con Greger Backman. La relazione extra-coniugale con Mikael Blomkvist è nota al marito, che l'ha sempre accettata. È una donna sicura di sé e spigliata, che non si lascia abbattere facilmente dalle difficoltà.
- Dragan Armanskij: ebreo di origini armene e greche, è il direttore della Milton Security, l'agenzia per cui lavora sporadicamente Lisbeth Salander.
- Holger Palmgren: storico tutore di Lisbeth Salander, una sorta di secondo padre per lei. Viene colpito da un violento ictus che lo manda in coma per mesi. Si risveglierà e, anche grazie a Lisbeth, comincerà una lunga riabilitazione. Fungerà da difensore di Lisbeth durante il suo processo.
- Nils Bjurman: il nuovo sadico tutore di Lisbeth Salander, che pretende dalla ragazza prestazioni sessuali in cambio di denaro. Sarà ucciso da Ronald Niedermann.
- Peter Teleborian: celebre e stimato psichiatra, ritenuto uno dei migliori del suo campo. In realtà, dietro alla facciata di bravo dottore si cela un uomo sadico e perverso, che ha dipinto Lisbeth come una malata di mente, scrivendo false perizie psichiatriche su di lei. Alla fine del terzo romanzo verrà arrestato per possesso di materiale pedopornografico nel suo PC.
- Annika Blomkvist, coniugata Giannini: avvocato civilista specializzata nella difesa di donne vittime di violenza domestica, sposata con un italiano, Enrico Giannini. È la sorella di Mikael Blomkvist e porta il nome di battesimo dell'amica di Pippi Calzelunghe, personaggio cult per l'autore di Millennium. Funge da avvocato di Lisbeth al processo e, grazie alla sua abilità, la causa sarà vinta.
- Alexander Zalachenko: padre di Lisbeth, uomo violento ed ex agente del GRU sovietico, è un uomo sadico e freddo che odia Lisbeth e desidera vendicarsi di lei. Morirà ucciso da un sicario mandato dalla Sezione.
- Camilla Salander: la sorella gemella di Lisbeth; non appare mai nel corso della trilogia, ma viene definita da Lisbeth come la copia del padre Zalachenko: corrotta, senza scrupoli e calcolatrice. Lisbeth la considera molto attraente, nonostante le due si disprezzino.
- Ronald Niedermann: fratellastro di Lisbeth, di nazionalità tedesca, fedele in tutto e per tutto al padre Zalachenko. Soffre di analgesia congenita, malattia che lo rende praticamente una macchina per uccidere. Sarà ucciso dai membri del Motoclub Svalsejö, che gli davano la caccia già da tempo.
- Christer Malm: esperto di grafica che lavora per Millennium oltre a esserne socio. Omosessuale dichiarato, è un amico prezioso per Mikael ed Erika.
- Jan Bublanski: capo ispettore della polizia di Stoccolma, chiamato amichevolmente "agente Bubbla" dai suoi sottoposti. È di origini polacche.
- Malin Ericksson: editrice di Millennium, è una collaboratrice fidata di Mikael e Erika.
- Hans Faste: poliziotto collega di Bublanski, è un uomo competente, sebbene maschilista e borioso.
- Sonja Modig: poliziotta al servizio di Bublanski, una donna dal carattere forte e indipendente in perenne conflitto con Faste date le loro consistenti divergenze di opinioni.
- Susanne Linder: ex poliziotta che lavora per la Milton Security. Sarà assunta da Armanskij per proteggere Erika Berger da uno stalker nel terzo romanzo e alla fine della vicenda le due diventeranno amiche.
- Plague: hacker estremamente abile amico di Lisbeth, alla quale sarà d'aiuto in più di un'occasione. È un uomo enorme e di costituzione massiccia, che non esce mai di casa e preferisce trascorrere il suo tempo in casa sua lavorando al PC.
- Paolo Roberto: pugile di fama mondiale, nonché allenatore di Lisbeth.
- Miriam Wu: chiamata spesso semplicemente Mimmi, è amica di Lisbeth, con la quale ha una relazione occasionale; è lesbica dichiarata. Pratica kick-boxing e ha origini svedesi e cinesi. Sarà rapita e picchiata da Niedermann proprio per il suo legame con Lisbeth, ma verrà salvata da Paolo Roberto. Alla fine del terzo romanzo si apprende che si è trasferita a Parigi per studiare e per lasciarsi alle spalle ciò che le è successo a Stoccolma. Lisbeth la raggiungerà lì e le due riprenderanno a frequentarsi, restando in buoni rapporti.

## Ambientazione
La maggior parte delle vicende narrate nei romanzi facenti parte della serie si svolge in Svezia, per lo più a Stoccolma e dintorni, ma le attività di Blomkvist e Salander li portano a viaggiare in tutto il mondo: da Londra all'Australia, dall'Italia ai Caraibi. Sono dettagliatissime le descrizioni dei quartieri della capitale svedese, come lo Slussen o lo Stureplan, e delle sue vie e piazze principali: Odenplan, Mariatorget, ecc. Nel 2008 il museo cittadino ha cominciato ad organizzare tour guidati della città alla ricerca dei luoghi dove agiscono i personaggi creati da Larsson.

## Riconoscimenti
Nel 2006 Uomini che odiano le donne, il primo romanzo della serie, è stato insignito del Glasnyckeln, un premio riservato ai migliori gialli scandinavi. Sempre nel 2006 La ragazza che giocava con il fuoco, il secondo romanzo della serie, è stato riconosciuto come "miglior romanzo poliziesco svedese dell'anno" dalla Svenska Deckarakademin, l'accademia svedese del poliziesco. E infine nel 2008 anche La regina dei castelli di carta, il terzo romanzo della serie, è stato insignito del Glasnyckeln.

## Adattamento a fumetti
Nel 2013 viene pubblicato il primo volume dell'adattamento a fumetti ad opera dell'autore belga Sylvain Runberg su disegni dello spagnolo Jose Homs, tradotto anche in lingua italiana e pubblicato da Rizzoli Lizard e Editoriale Cosmo. Il secondo volume viene poi pubblicato da Editoriale Cosmo nel 2014 sempre su testi di Sylvain Runberg, ma su disegni dello spagnolo Manolo Carot, mentre il terzo e ultimo volume dell'allora trilogia viene pubblicato l'anno seguente su testi di Runberg e disegni di Homs e Carot.

### Fumetti
- Sylvain Runberg, Jose Homs, Millennium Volume 1: Uomini che odiano le donne, Milano, Rizzoli Lizard, 2013, ISBN 978-88-17-06963-2.
- Sylvain Runberg, Jose Homs, Millennium Volume 1: Uomini che odiano le donne, Reggio Emilia, Editoriale Cosmo, 2013, ISBN 978-88-6911-517-2.
- Sylvain Runberg, Manolo Carot, Millennium Volume 2: La ragazza che giocava con il fuoco, Reggio Emilia, Editoriale Cosmo, 2014, ISBN 978-88-6911-518-9.
- Sylvain Runberg, Jose Homs, Manolo Carot, Millennium Volume 3: La regina dei castelli di carta, Reggio Emilia, Editoriale Cosmo, 2015, ISBN 978-88-6911-519-6.

## Adattamenti cinematografici
La televisione svedese SVT e la compagnia di produzione Yellow Bird hanno acquistato i diritti per una serie televisiva tratta dai primi tre romanzi della serie Millennium, oltre che a un film per il grande schermo ispirato al primo episodio della serie, Uomini che odiano le donne. Il progetto, intitolato Uomini che odiano le donne (Män som hatar kvinnor), è stato affidato al regista danese Niels Arden Oplev con l'interpretazione di Michael Nyqvist per il ruolo di Mikael Blomkvist e Noomi Rapace per quello di Lisbeth Salander. Il film è uscito nelle sale svedesi il 27 febbraio 2009 ed in quelle italiane il 29 maggio 2009. Successivamente sono usciti per il grande schermo anche le trasposizioni di La ragazza che giocava con il fuoco e La regina dei castelli di carta. I tre film sono poi divenuti una miniserie televisiva di 6 episodi, con circa 110 minuti totali di scene aggiuntive.
Considerato il grande successo della serie, il cinema statunitense ha successivamente creato un nuovo adattamento per il grande schermo del primo episodio, intitolato Millennium - Uomini che odiano le donne (The Girl with the Dragon Tattoo), diretto dal regista David Fincher, interpretato dagli attori Daniel Craig e Rooney Mara e uscito nelle sale statunitensi il 21 dicembre 2011 e in quelle italiane il 3 febbraio 2012. Il secondo film statunitense, Quello che non uccide (The Girl in the Spider's Web), prodotto dalla Sony, è tratto dal quarto romanzo della serie. Mikael Blomkvist è interpretato dall'attore svedese Sverrir Gudnason e Lisbeth Salander dall'attrice britannica Claire Foy. Il film è stato presentato alla Festa del Cinema di Roma 2018 il 24 ottobre ed è stato distribuito nelle sale cinematografiche statunitensi a partire dal 9 novembre 2018, mentre in quelle italiane dal 31 ottobre dello stesso anno.

### Filmografia
- Uomini che odiano le donne (Män som hatar kvinnor), regia di Niels Arden Oplev (Svezia, Danimarca) (2009)
- La ragazza che giocava con il fuoco (Flickan som lekte med elden), regia di Daniel Alfredson (Svezia, Danimarca) (2009)
- La regina dei castelli di carta (Luftslottet som sprängdes), regia di Daniel Alfredson (Svezia, Danimarca, Germania) (2009)
- Millennium - Uomini che odiano le donne (The Girl with the Dragon Tattoo), regia di David Fincher (USA, UK, Svezia, Germania) (2011)
- Millennium - Quello che non uccide (The Girl in the Spider's Web), regia di Fede Álvarez (USA, UK, Svezia, Germania, Canada) (2018)